# Lijst van voetbalinterlands Belize - Guatemala
Deze lijst van voetbalinterlands is een overzicht van alle officiële voetbalwedstrijden tussen de nationale teams van Belize en Guatemala. De Midden-Amerikaanse landen speelden tot op heden dertien keer tegen elkaar. De eerste ontmoeting, een kwalificatiewedstrijd voor het Wereldkampioenschap voetbal 2002, werd gespeeld op 19 maart 2000 in San Pedro Sula (Honduras). Het laatste duel, een groepswedstrijd tijdens de CONCACAF Nations League 2022/23, vond plaats in Belmopan op 24 maart 2023.

## Wedstrijden
| №  | Plaats          | Datum            | Competitie                      | Wedstrijd          | Uitslag |
| -- | --------------- | ---------------- | ------------------------------- | ------------------ | ------- |
| 1  | San Pedro Sula  | 19 maart 2000    | WK 2002 kwalificatie            | Belize – Guatemala | 1 – 2   |
| 2  | San Pedro Sula  | 19 mei 2000      | WK 2002 kwalificatie            | Guatemala – Belize | 0 – 0   |
| 3  | Tegucigalpa     | 25 mei 2001      | UNCAF Nations Cup 2001          | Guatemala – Belize | 3 – 3   |
| 4  | Guatemala-Stad  | 19 februari 2005 | UNCAF Nations Cup 2005          | Guatemala – Belize | 2 – 0   |
| 5  | San Salvador    | 10 februari 2007 | UNCAF Nations Cup 2007          | Belize – Guatemala | 0 – 1   |
| 6  | Puerto San José | 9 oktober 2010   | Vriendschappelijk               | Guatemala – Belize | 4 – 2   |
| 7  | Belmopan        | 6 september 2011 | WK 2014 kwalificatie            | Belize – Guatemala | 1 – 2   |
| 8  | Guatemala-Stad  | 11 oktober 2011  | WK 2014 kwalificatie            | Guatemala – Belize | 3 – 1   |
| 9  | San José        | 20 januari 2013  | Copa Centroamericana 2013       | Belize – Guatemala | 0 – 0   |
| 10 | Antigua         | 11 juni 2013     | Vriendschappelijk               | Guatemala – Belize | 0 – 0   |
| 11 | Dallas          | 7 september 2014 | Copa Centroamericana 2014       | Guatemala − Belize | 2 − 1   |
| 12 | Guatemala-Stad  | 5 juni 2022      | CONCACAF Nations League 2022/23 | Guatemala − Belize | 2 − 0   |
| 13 | Belmopan        | 24 maart 2023    | CONCACA Nations League 2022/23  | Belize − Guatemala | 1 − 2   |

## Samenvatting
| Competitie              | Totaal gespeeld | Winst Belize | Gelijk | Winst Guatemala | Doelsaldo Belize – Guatemala |
| ----------------------- | --------------- | ------------ | ------ | --------------- | ---------------------------- |
| WK-kwalificatie         | 4               | 0            | 1      | 3               | 3 − 7                        |
| CONCACAF Nations League | 2               | 0            | 0      | 2               | 1 − 4                        |
| Copa Centroamericana    | 5               | 0            | 2      | 3               | 4 − 8                        |
| Vriendschappelijk       | 2               | 0            | 1      | 1               | 2 − 4                        |
| Totaal                  | 13              | 0            | 4      | 9               | 10 − 23                      |

Wedstrijden bepaald door strafschoppen worden, in lijn met de FIFA, als een gelijkspel gerekend.

## Details

### Eerste ontmoeting
| WK 2002 kwalificatie (San Pedro Sula, Honduras, 19 maart 2000): |       |                                    |
| Belize                                                          | 1 – 2 | Guatemala                          |
| Emory Núñez 40'                                                 | goals | 33' Freddy García 76' Rudy Ramírez |

### Tweede ontmoeting
| WK 2002 kwalificatie (San Pedro Sula, Honduras, 19 mei 2000): |       |        |
| Guatemala                                                     | 0 – 0 | Belize |
|                                                               | goals |        |

### Derde ontmoeting
| UNCAF Nations Cup 2001 (Tegucigalpa, Honduras, 25 mei 2001): |       |                                                 |
| Guatemala                                                    | 3 – 3 | Belize                                          |
| Denis Chen 23' Freddy García 26' Freddy García 85' (pen.)    | goals | 34' Dion Frazer 44' Dion Frazer 59' Mark Leslie |

### Vijfde ontmoeting
| UNCAF Nations Cup 2007 (San Salvador, El Salvador, 10 februari 2007): |       |                    |
| Belize                                                                | 0 – 1 | Guatemala          |
|                                                                       | goals | 8' Gustavo Cabrera |

### Zesde ontmoeting
| Vriendschappelijk (Puerto San José, Guatemala, 9 oktober 2010):                 |       |                                      |
| Guatemala                                                                       | 4 – 2 | Belize                               |
| Jonny Brown 20' Mario Castellanos 50' Dwight Pezzarossi 69' Carlos Figueroa 74' | goals | 43' Harrison Róchez 54' Elroy Kuylen |

### Zevende ontmoeting
| WK 2014 kwalificatie (Belmopan, Belize, 6 september 2011): |       |                                    |
| Belize                                                     | 1 – 2 | Guatemala                          |
| Deon McCaulay 77'                                          | goals | 4' Gustavo Cabrera 75' Minor López |

### Achtste ontmoeting
| WK 2014 kwalificatie (Guatemala-Stad, Guatemala, 11 oktober 2011): |       |                   |
| Guatemala                                                          | 3 – 1 | Belize            |
| Carlos Gallardo 8' (pen.) Minor López 65' Carlos Ruiz 78' (pen.)   | goals | 31' Deon McCaulay |

### Negende ontmoeting
| Copa Centroamericana 2013 (San José, Costa Rica, 20 januari 2013): |       |           |
| Belize                                                             | 0 – 0 | Guatemala |
|                                                                    | goals |           |

### Tiende ontmoeting
| Vriendschappelijk (Antigua, Guatemala, 11 juni 2013): |       |        |
| Guatemala                                             | 0 – 0 | Belize |
|                                                       | goals |        |